# AVM Productions
AVM Productions – indyjska wytwórnia filmowa założona w 1946 przez A. V. Meiyappana. Początkowo mieściła się w Karaikudi, w 1948 przeniesiona została do Ćennaj. Zajmuje się produkcją obrazów w różnych językach indyjskich. Jej filmografia obejmuje przeszło 170 tytułów, w tym filmy z Sivaji Ganesanem, Vyjanthimalą, Kamalem Haasanem, T. R Mahalingamem, Sivakumarem i S. S Rajendranem. Jest najstarszą wciąż działającą wytwórnią filmową w Indiach oraz wytwórnią najczęściej produkującą obrazy z udziałem Rajinikantha.